# Giovanni Paganin
Giovanni Paganin (Asiago, 3 giugno 1913 – Milano, 29 maggio 1997) è stato uno scultore italiano.

## Biografia

### Gli anni giovanili
Giovanni Paganin nasce il 3 giugno 1913 ad Asiago, sull'Altopiano dei Sette Comuni, in una modesta famiglia di condizione operaia: il padre Pietro fa di mestiere il muratore e il falegname; la madre, Cristina Forte, di salute cagionevole, fa la casalinga . A quell'epoca, i confini con l'Austria passano a una ventina di chilometri dal paese, tanto che il 16 maggio 1916 l'offensiva austriaca, passata alla storia con il nome di Strafexpedition, investe l'Altopiano costringendo la popolazione a trovare rifugio nella pianura veneta sottostante. Mentre il padre Pietro viene chiamato alle armi e inserito in un reparto di guastatori, la madre con i tre figli ancora piccoli trova rifugio dapprima a Carmignano del Brenta e, successivamente, a Correggio. Negli anni del profugato Paganin visita con la madre il Duomo di Modena e le sculture di Wiligelmo si fissano indelebilmente nella sua memoria. Nel 1920, a guerra ormai finita, accompagna ad Asiago, ridotta a un cumulo di macerie, il padre, ormai smobilitato dall'esercito, che spera di trovare lavoro come muratore nella ricostruzione del paese. Le immagini desolate di un territorio devastato dalla guerra con le case ridotte a macerie, i boschi distrutti, i prati sconvolti dai crateri delle bombe, dove a volte ancora sono visibili i cadaveri dei soldati uccisi, diventano un ricordo incancellabile. Ad Asiago comunque frequenta i cinque anni della scuola elementare e il successivo triennio di quelle che diventeranno le cosiddette scuole di avviamento industriale. Alla fine degli otto anni di scuola vorrebbe continuare gli studi ma le condizioni economiche disagiate della famiglia non gli lasciano altra scelta che lavorare come muratore e falegname arredatore sotto le direttive del padre. Nel frattempo cerca di dare sfogo a una prepotente passione artistica, applicandosi con costanza e determinazione al disegno e alla modellazione in argilla, mantenendosi in contatto con quel che succede nel mondo della cultura e dell'arte attraverso le riviste che legge con voracità come Frontespizio, Emporium, Solaria e Campo di Marte.

### Il primo periodo milanese
Nel 1938, a venticinque anni, rompe gli indugi e parte a Milano con una valigia di cartone dentro la quale ha riposto una serie cospicua di disegni. Nei primi mesi la vita a Milano è piuttosto difficoltosa. Per sopravvivere accetta lavori saltuari e talvolta è costretto a saltare i pasti. Poi ha un colpo di fortuna: attraverso un annuncio economico apparso sul Corriere, trova lavoro presso lo scrittore Guido da Verona come restauratore, che gli assegna un piccolo appartamento di due stanze in una casa a ringhiera (un vecchio cascinale) di via Sassetti, di cui è proprietario. Il lavoro presso Guido da Verona gli lascia il tempo non solo di applicarsi alla sua attività di scultore, ma anche di frequentare le gallerie d'arte milanesi, a partire da quella del Milione, che allora aveva sede in via Brera, e soprattutto il gruppo di artisti e di intellettuali che si è formato attorno alla rivista "Corrente di Vita", fondata dal pittore Ernesto Treccani. In un giorno imprecisato del 1940, invita Ernesto Treccani e Duilio Morosini in un basso e ombroso scantinato di via Sassetti per mostrare loro i suoi ultimi lavori: piccoli gessi appena formati e ancora umidi e che, tuttavia, danno la misura delle potenzialità dell'artista. Nel gennaio del 1941 nella Bottega di Corrente viene organizzata la sua prima mostra personale con la presentazione di Duilio Morosini, nella quale vengono esposti una serie di piccoli nudi in gesso. Ma la guerra non gli lascia il tempo di godere il successo della mostra.

### La guerra, la malattia e il ritorno ad Asiago
Subito dopo la chiusura della mostra, viene richiamato e spedito sul fronte albanese con gli alpini del battaglione Bassano. Nel maggio dello stesso anno rientra in Italia con il fisico provato da una grave forma di asma bronchiale contratta in Albania. Trascorre lunghi mesi nell'ospedale militare di Trento e, sul finire del 1942, viene congedato dall'Esercito Italiano perché inabile. Ritorna ad Asiago e, nel marzo del 1943, sposa la pittrice asiaghese Dolores Vescovi, a cui è legato da un sodalizio durato dieci anni. 
Nel maggio del 1945, a Liberazione avvenuta, rientra a Milano e partecipa attivamente al dibattito artistico acceso intorno alle riviste Numero, Il 45 e Figura. Nel 1946 partecipa alla prima Mostra d'Arte Contemporanea del Fondo Matteotti, vincendo il primo premio, e firma il "Manifesto del Realismo", noto anche come "Oltre Guernica", insieme, tra gli altri, a Dova, Morlotti, Testori e Vedova. All'approssimarsi dell'inverno del 1946 la recrudescenza dell'asma bronchiale, retaggio della campagna d'Albania, lo costringe ad abbandonare Milano e a ritornare ad Asiago, dove rimarrà confinato fino al 1951 tra crisi febbrili, che lo costringono a letto, e pause della malattia, durante le quali disegna e scolpisce furiosamente esplorando linguaggi, tecniche e materiali. Nonostante la malattia, nel 1947 organizza una mostra personale alla Galleria Borgonuovo di Milano e nel 1948 partecipa alla XXIV Biennale Internazionale d'Arte e alla V Quadriennale Nazionale d'Arte di Roma. Resta, di questi oscuri anni asiaghesi, il fitto carteggio con gli amici milanesi in particolare con lo scrittore Giovanni Pirelli. È anche di questi anni l'amicizia con Mario Rigoni Stern, che trova in Paganin un attento ascoltatore dei suoi primi tentativi letterari. Sarà proprio Giovanni Paganin a portare ad Elio Vittorini, di cui è amico di lunga data, il dattiloscritto del futuro Sergente nella neve.

### Il secondo periodo milanese
Nel 1952, guarito finalmente dalla malattia contratta durante la guerra, lascia definitivamente Asiago e torna a Milano. In quello stesso anno riceve da parte dell'Ansaldo, su sollecitazione dell'amico Salvatore Fiume, l'incarico di eseguire il ritratto a grandezza naturale dell'ammiraglio Andrea Doria. La statua, una volta fusa in bronzo, viene collocata nel salone di prima classe dell'omonima nave, che parte per il suo viaggio inaugurale, sulla rotta Genova-New York, il 14 gennaio dell'anno successivo. Nell'autunno del '52 diventa assistente di Domenico Cantatore presso l'Accademia di Belle Arti di Brera, iniziando così una lunga carriera scolastica che avrà termine nel 1987, quando lascerà definitivamente l'insegnamento come docente presso l'Accademia di Belle Arti di Torino. Tuttavia riguadagnare il tempo perduto a causa della malattia non è facile e solo nel 1957 riesce a realizzare una nuova mostra personale presso la Galleria delle Ore a Milano, in cui espone un gruppo di grandi gessi di arcaica monumentalità. Negli anni successivi ha inizio un travaglio artistico che lo porta a rompere le forme dei suoi nudi, a squarciarne le superfici, a scarnificarne il corpo fino a metterne allo scoperto l'intima struttura: opere che espone dapprima in una mostra personale alla Galleria dell'Annunciata, a Milano, con la presentazione di Mario De Micheli e, l'anno successivo, sempre a Milano, alla Galleria del Milione con una lunga presentazione di Giovanni Testori, che, ampliata, diventa il testo di una monografia sulle opere più recenti dell'artista, data alle stampe per i tipi del Milione nel 1964. Sempre nel 1964 viene invitato con una sala personale alla XXXII Biennale Internazionale d'Arte di Venezia. Nello stesso anno vince il Primo Premio "La Bibbia, oggi", indetto dai Fratelli Fabbri Editori, con un'opera intensa e drammatica che reinterpreta in chiave espressionista la cacciata dal Paradiso terrestre di Adamo ed Eva. Tuttavia il 1964 è l'anno dell'arrivo in Italia, proprio alla Biennale, della Pop Art, che spiazza di colpo l'arte italiana, confinando le diatribe ancora in corso fra astrattismo e realismo figurativo ai margini del dibattito artistico. Giovanni Paganin continua a battersi, sempre più isolato, per un'arte figurativa che fa dell'uomo (e del suo corpo) il centro del processo artistico, e tuttavia la sua partecipazione alle rassegne, ai premi, alle antologiche in Italia e all'estero resta continua.

### Gli ultimi anni
Nel 1978 il comune di Milano gli dedica, presso lo spazio prestigioso della Rotonda di via Besana, una grande mostra antologica curata da Giovanni Testori, dove recupera una tormentata monumentalità. Negli Anni Ottanta crea una serie di piccole figure, a volte cotte e a volte lasciate crude, che egli ama chiamare "Ossesse" e che dovrebbero rappresentare le passioni distorte dell'animo umano. In quegli stessi anni si fa preponderante in lui la passione per la pittura, che aveva cominciato a praticare ancora all'inizio degli Anni Cinquanta insieme alla moglie pittrice: una passione che, con rammarico, non riuscirà mai ad esplicitare pubblicamente. Restano di questa attività quasi segreta ed inedita quasi duecento opere a tempera su cartone o faesite, ma soprattutto ad olio su tela. Muore a Milano il 29 maggio 1997 e viene sepolto nella tomba di famiglia ad Asiago. Nel 1999 gli viene dedicata presso la Permanente di Milano una mostra retrospettiva curata da Marina Pizziolo.

## Onorificenze
1985 Conferimento dell'onorificenza di Cavaliere dell'Ordine "Al merito della Repubblica Italiana" con decreto presidenziale in data 2 giugno 1985